# Ángel de la guarda, mi dulce compañía
Ángel de la guarda, mi dulce compañía é uma telenovela colombiana-estadunidense produzida em 2003 pela Caracol Televisión e Telemundo.
Foi protagonizada por Diego Ramos e Manuela González, participação especial de Carlos Ponce e antagonizada por Orlando Miguel e Marcela Angarita. 

## Sinopse
Miguel Ángel era o anjo de Gustavo, mas por um descuido, seu protegido morreu. O anjo então foi condenado a terminar o que seu protegido deixou inacabado, por causa dele. Para isso, ele deve se tornar humano. Seu tempo na terra não foi dos mais fáceis, pois ele não tem ideia de como se comportar como um ser humano. Ao tentar ajudar outras pessoas, desta vez como humano, tudo o que ele faz é complicar e emaranhar as coisas devido à sua inexperiência. O que esse ser celeste não sabe é que sua missão será afetada ao conhecer Carolina, na época noiva de Gustavo, por quem se apaixona.

## Elenco
- Manuela González.... Carolina Falla
- Diego Ramos.... Miguel Ángel Cruz
- Carlos Ponce.... Gustavo Almansa
- Orlando Miguel.... Fernando Azula
- Marcela Angarita.... Alejandra Valencia
- Juan Carlos Vargas.... John Jairo
- Rosemary Bohórquez.... Nora "Norita"
- Enrique Carriazo.... Benigno Perales
- Natasha Díaz.... Yolanda
- Mario Duarte.... Rafael
- Hugo Gómez.... Antonio Falla
- Sebastián Martínez.... John F. Kennedy "Kenny" Perales
- Ana Bolena Mesa.... Mariela de Perales
- Jorge Arturo Pérez.... Brocoli
- Sandra Pérez.... Luisa Falla
- Sebastián Peterson.... Arturo
- Eliana Piñeros.... Manuela
- Ana María Trujillo.... Diana